# Марк Корнелий Фронтон
Марк Корне́лий Фронто́н (лат. Marcus Cornelius Fronto; ок. 100—170 годы) — римский грамматик, ритор и адвокат. Родился в столице Нумидии, городе Цирта. В 142 году занимал должность консула Римской империи.

## Биография
Фронтон родился в Цирте, столице бывшего Нумидийского царства. Именует себя ливийцем (то есть, жителем Африки), указывая, что происходит из местного, но полностью романизированного, рода. 
Получил образование в Риме и со временем был признан адвокатом и оратором, уступающим лишь Цицерону. Он скопил большое состояние, построил великолепные здания и приобрёл знаменитые сады Гая Цильния Мецената. Антонин Пий, прослышав о его славе, назначил его наставником своих приёмных сыновей, Марка Аврелия и Луция Вера.
В 142 году в течение двух месяцев Фронтон занимал пост консула, но по причине слабого здоровья отклонил предложение стать проконсулом Азии. Последние годы жизни были омрачены потерей всех родных детей, кроме одной дочери. Его талант оратора и риторика получил широкое признание у современников, некоторые из которых впоследствии основали школу, названную в его честь Фронтониан (лат. Frontoniani). Учение Фронтона призывало к использованию латинского языка вместо искусственной речи, распространённой среди авторов первого столетия (таких, как Сенека), а также поощряло употребление «внезапных и неожиданных фраз», которые можно почерпнуть у авторов, живших и писавших до Цицерона. Он критиковал Цицерона за невнимание к деталям, хотя и безмерно восхищался его письмами. Предположительно, Фронтон умер в конце 160-х во время эпидемии чумы, последовавшей за парфянской войной, однако, убедительные доказательства этого отсутствуют.

## Сохранившиеся работы
До 1815 года были известны только две сохранившиеся работы, авторство которых приписывалось (ошибочно) Фронтону. Это были два грамматических трактата: De nominum verborumque differentiis и Exempla elocutionum (последний в действительности принадлежит Арузиану (лат. Arusianus Messius)). Но в тот год Анджело Май (итал. Angelo Mai) обнаружил в Амброзианской библиотеке в Милане манускрипт палимпсестов, содержавших письма Фронтона к его ученикам и их ответы. Спустя 4 года Май нашёл ещё несколько листов из этого манускрипта в библиотеке Ватикана. Изначально эти палимпсесты принадлежали известному монастырю Св. Колумбана в Боббио, и были переписаны монахами по указу Халкидонского собора.
Эти письма вместе с фрагментами других работ, содержащимися в палимпсестах, были опубликованы в Риме в 1816 году в том же виде, в каком доступны на палимпсестах Амброзианской библиотеки. В 1823 году были добавлены тексты из Ватикана и окончание труда Gratiarum actio pro Carthaginiensibus, найденного в другом манускрипте библиотеки Ватикана. И только в 1956 году Бернард Бишоф установил, что треть манускрипта (занимающая одну страницу) содержит фрагменты переписки Фронтона с Луцием Вером, которая частично совпадает с палимпсестами из Милана. Тем не менее, манускрипт был впервые издан в 1750 году Домом Тассином (фр. Dom Tassin), который предположил, что автором его может являться Фронтон.
Эти фрагменты разочаровали учёных периода Романтизма, поскольку не подтверждали превосходную репутацию Фронтона. Это случилось отчасти потому, что учение Фронтона с его призывами изучать работы древних авторов в поиске удачных фраз не соответствовало тогдашним веяниям (Италия, где не только Май, но и Леопарди пришли в восторг от работ, стала исключением); отчасти из-за постоянных жалоб на слабое здоровье, особенно часто встречающихся в 5 книге Ad M. Caesarem, вызвавших больше недовольства, чем сострадания. Эти отрицательные суждения прекратились, как только работы Фронтона были прочитаны с целью познать, кем он был, а не кем он не был, как в одобрительной трактовке Дороти Брок — ''Studies in Fronto and his Age (Cambridge: Cambridge University Press, 1911).
Большая часть писем состоит из переписки с Антонином Пием, Марком Аврелием и Люцием Вером, в которой ученики Фронтона предстают в очень выгодном свете, особенно благодаря привязанности, которую они всё ещё питают к их старому наставнику. По некоторым письмам можно сделать вывод, что Фронтон и юный Марк состояли или делали вид, что состоят, в эротических отношениях. Также имеются письма к друзьям — в основном это наставления. Но есть одно письмо (Ad amicos 1. 19) нехарактерное для Фронтона, в котором он жалуется на попытки Авла Геллия достать копии его работ для публикации. (Фронтон фигурирует в пяти главах «Аттических ночей» (лат. Noctes Atticae), но порой его стиль больше похож на стиль самого Геллия, а не на то, что мы читаем в письмах). Собрание также содержит трактаты о красноречии, некоторые исторические сведения и шутливые литературные зарисовки на темы похвалы дыму и праху, похвалы небрежности, трактат об Арионе. Кроме того, во фрагменте его речи, записанном Минуцием Феликсом (лат. Minucius Felix, Octavius 9. 6-7), Фронтон обвиняет христиан в кровосмесительных оргиях.
Марк Аврелий в своей работе «Наедине с собой» не говорит ни слова о риторическом учении Фронтона, так же, как не упоминает (хотя пишет на греческом) своего учителя греческой риторики и давнего друга Герода Аттика (лат. Herodes Atticus). Тем не менее он, перечисляя своих учителей, благодарит Фронтона за то, «что я разглядел, какова тиранская алчность, каковы их изощренность и притворство, и как вообще неприветливы эти наши так называемые патриции».
Первое издание работ, как написано выше, принадлежит Маю. Стандартное издание вышло в 1988 году в Лейпциге.

## Переводы
- В серии «Loeb classical library» (№ 112—113) издан двухтомник: The correspondence of Marcus Cornelius Fronto. Edited and translated by C. R. Haines (1919). Volume 1, Volume 2, at the Internet Archive.
- Письма [избранные]. / Пер. И. П. Стрельниковой. // Памятники позднего античного ораторского и эпистолярного искусства. М., 1964. С. 178—204.